# Жилда Олівейра
Жилда Марія Олівейра (порт. Gilda Maria Oliveira; нар. 6 серпня 1983, Ріо-де-Жанейро) — бразильська борчиня вільного стилю, бронзова призерка Панамериканського чемпіонату, чемпіонка та дворазова срібна призерка чемпіонатів Південної Америки, чемпіонка Південноамериканських ігор, учасниця Олімпійських ігор.

## Біографія
Спочатку займалася джіу-джитсу, у вільну боротьбу перейшла 2002 року. Виступає за борцівський клуб «Sesi» з міста Озаску (штат Сан-Паулу).

## Спортивні результати на міжнародних змаганнях

### Виступи на Олімпіадах
| Змагання                    | Збірна   | Вагова категорія | Місце |
| --------------------------- | -------- | ---------------- | ----- |
| Літні Олімпійські ігри 2016 | Бразилія | 69 кг            | 10    |

### Виступи на Чемпіонатах світу
| Змагання                        | Збірна   | Вагова категорія | Місце |
| ------------------------------- | -------- | ---------------- | ----- |
| Чемпіонат світу з боротьби 2013 | Бразилія | 67 кг            | 14    |
| Чемпіонат світу з боротьби 2015 | Бразилія | 69 кг            | 23    |

### Виступи на Панамериканських чемпіонатах
| Змагання                                   | Збірна   | Вагова категорія | Місце  |
| ------------------------------------------ | -------- | ---------------- | ------ |
| Панамериканський чемпіонат з боротьби 2012 | Бразилія | 72 кг            | 7      |
| Панамериканський чемпіонат з боротьби 2013 | Бразилія | 67 кг            | Бронза |
| Панамериканський чемпіонат з боротьби 2014 | Бразилія | 67 кг            | 10     |
| Панамериканський чемпіонат з боротьби 2015 | Бразилія | 69 кг            | 5      |

### Виступи на Панамериканських іграх
| Змагання                  | Збірна   | Вагова категорія | Місце |
| ------------------------- | -------- | ---------------- | ----- |
| Панамериканські ігри 2015 | Бразилія | 69 кг            | 7     |

### Виступи на Чемпіонатах Південної Америки
| Змагання                                    | Збірна   | Вагова категорія | Місце  |
| ------------------------------------------- | -------- | ---------------- | ------ |
| Чемпіонат Південної Америки з боротьби 2012 | Бразилія | 67 кг            | Срібло |
| Чемпіонат Південної Америки з боротьби 2013 | Бразилія | 72 кг            | Срібло |
| Чемпіонат Південної Америки з боротьби 2015 | Бразилія | 75 кг            | Золото |

### Виступи на Південноамериканських іграх
| Змагання                       | Збірна   | Вагова категорія | Місце  |
| ------------------------------ | -------- | ---------------- | ------ |
| Південноамериканські ігри 2014 | Бразилія | 69 кг            | Золото |

### Виступи на інших змаганнях
| Змагання                                                             | Збірна   | Вагова категорія | Місце  |
| -------------------------------------------------------------------- | -------- | ---------------- | ------ |
| Турнір Дана Колова — Николи Петрова 2013                             | Бразилія | 67 кг            | 5      |
| Гран-прі Іспанії з боротьби 2013                                     | Бразилія | 55 кг            | 12     |
| Кубок Бразилії 2013                                                  | Бразилія | 67 кг            | Бронза |
| Золотий Гран-прі з боротьби 2014                                     | Бразилія | 69 кг            | 6      |
| Турнір Дана Колова — Николи Петрова 2014                             | Бразилія | 69 кг            | 8      |
| Золотий Гран-прі з боротьби 2014                                     | Бразилія | 69 кг            | 9      |
| Кубок Бразилії 2014                                                  | Бразилія | 69 кг            | 4      |
| Гран-прі Парижа 2015                                                 | Бразилія | 69 кг            | 5      |
| Klippan Lady Open 2015                                               | Бразилія | 69 кг            | 19     |
| Кубок Канади 2015                                                    | Бразилія | 69 кг            | 5      |
| Кубок Бразилії 2015                                                  | Бразилія | 69 кг            | Золото |
| Тестовий турнір UWW 2016                                             | Бразилія | 69 кг            | 5      |
| Олімпійський кваліфікаційний турнір з вільної боротьби 2016 (Фріско) | Бразилія | 69 кг            | Срібло |
| Турнір міста Сассарі 2016                                            | Бразилія | 69 кг            | 11     |
| Cerro Pelado International 2016                                      | Бразилія | 69 кг            | Срібло |
| Гран-прі Іспанії з боротьби 2016                                     | Бразилія | 69 кг            | 9      |